# 河原城

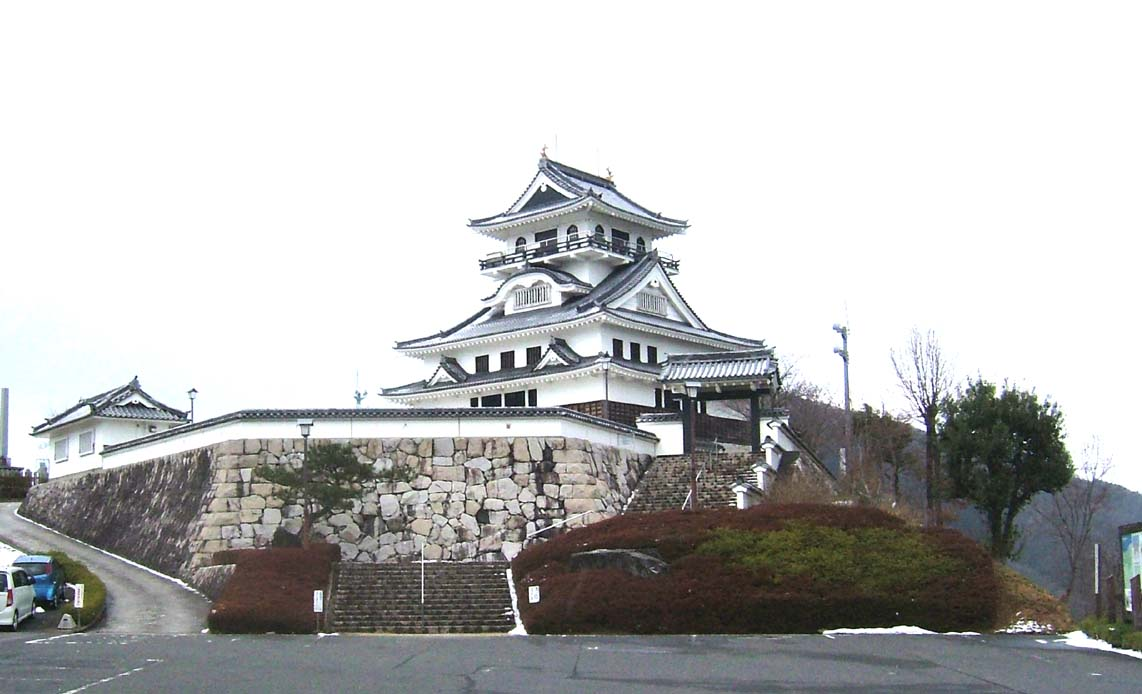
駐車場側

河原城（かわはらじょう）は、鳥取県鳥取市河原町谷一木にあった日本の城。この城の正式名称は「丸山城」であるが、鳥取市内には丸山城という名の城跡がこの城を含めて3つあり、旧邑美郡に限ってもこの城を含めて2つある。河原城は、後述する天守風建造物が建てられて以後の名称であるが、他2城との混同を避けるため、ここでは河原城と呼称する。

## 概要
美作方面への街道と播磨方面への街道の結節点であり、重要な水運路でもあった千代川を見下ろす要衝の小丘に建てられ、1580年の羽柴秀吉による第一次鳥取城攻略戦の際に陣が置かれたと伝えられている。ただし、当城が秀吉の本陣だったかどうかは不明。
城跡には犬山城天守を模した展望台（模擬天守）が建設され、ふるさと創生事業として河原町のシンボルタワーとして平成６年９月にオープンした。 展望台の内部は、旧河原町の観光案内所と資料館となっており、羽柴秀吉が因幡平定後に発した感状などが展示されている。

### 歴史
- 武田高信が守る大振袖山城の砦として建造される。正確な建造年代は不明。
- 1580年（天正8年）、織田信長の命を受けた羽柴秀吉が鳥取城の山名豊国を攻める際に陣がおかれる（第一次鳥取城攻め）。鳥取城の落城後は廃城となったと思われる。
- 1991年（平成3年）から翌年にかけて城跡の全面発掘調査が行われ、曲輪跡・堀切跡・掘っ立て柱の跡などが発見され、古城跡であったことが確認された。
- 1994年「ふるさと創生事業」として山頂に展望台（模擬天守）が設置された。

## 遺構
- 山頂から三段に切り開かれた曲輪跡や空堀・竪堀が現存している。ただ、山頂部には天守風建造物と駐車場が作られているため、かなりの遺構が破壊されているものと推測される。
- 展望台の駐車場脇には、小規模な古墳がある。